# 中日スタヂアム事件
中日スタヂアム事件（ちゅうにちスタヂアムじけん）は、1973年に発生した中日スタヂアム（現・ナゴヤ球場。愛知県名古屋市中川区）の経営をめぐる恐喝事件である。
中日スタヂアム社長の自殺に始まり、「殺し屋」を従えた「パクリ屋」（手形詐欺師）集団の恐喝によって多数のゲーム会社が倒産。また「殺し屋」が別件の殺し屋連続殺人事件（4人を殺害）で死刑となるなど、関連も含め当時のマスコミで大きく報道された。

## 事件の経過
株式会社中日スタヂアム（1948年に開設された中日スタヂアム（中日球場）の運営会社）は、球場経営とは別に、1960年代から岐阜県内での観光用ホテル設置など業務の多角化を図るが、それが仇となり経営に行き詰まった。最終的に手形を乱発、急場をしのぐべく会社経営者Nに巨額の融通手形を交付するも、このNが「パクリ屋」であり餌食となった。
1973年4月、会社経営者N（主犯）は、その子分格である東京都練馬区の娯楽機器販売会社社長S（従犯）と共謀し、Sが融資する大田区の食品販売会社の株式および手形、Nが保有する中日スタヂアムの株式および手形8億円相当分を交換。暴力団員である「殺し屋」（Sの従弟）の存在をちらつかせ、Sの知り合いだった会社経営者らに「死んだら終わりだ」などと恐喝し、高額な手形を無理やり購買させた。現在でも著名なさとみ（現・サミー）、ユニバーサルといった娯楽機器会社も被害にあい、同業企業の多数が倒産した。
その後、Nから中日スタヂアムへ全額入金されなかったこと、中日スタヂアムの手形が市場に氾濫したことで資金繰りが苦しくなった。1973年5月、中日スタヂアムの社長が経営難を苦に自殺。遺書の存在から自殺と断定される。また、娯楽機器を購入するための巨額手形の乱発が、暴力団関係者からの恐喝に起因していることが発覚。そのほか、Sの起こした複数の事件が明るみとなった。
中日スタヂアムは、5月25日に2億7000万円の、5月31日に13億円の手形の不渡りを出し事実上倒産。株式会社中日スタヂアムは160億円の負債を抱えて破産宣告を受けた。一時は球場閉鎖も取り沙汰されたが、破産管財人の許可を得て中日球団が球場を直接管理する形で、その後の中日ドラゴンズ主催試合は予定通り行われた。
1973年9月、当該事件とは別の恐喝によりSが逮捕される。捜査の過程において「パクリ屋」集団の全貌が明らかとなった。中日スタヂアムの破産後、Nはヨーロッパへ逃亡したが、同年12月の帰国を待って逮捕された。Sは、1970年代前半に起こった4人連続殺人事件（殺し屋連続殺人事件）にも関与したとして、1989年に最高裁で死刑判決を受け、東京拘置所に収監中。なお、Sの配下だった「殺し屋」は、一審にて死刑となるも二審で無期に減刑されている。
中日スタヂアムは、ドラゴンズの親会社である中日新聞社など地元大手企業の出資により、株式会社ナゴヤ球場として経営再建することとなった。